# Beach Soccer Worldwide
A Beach Soccer Worldwide (BSWW) é, juntamente com a Federação Internacional de Futebol (FIFA), o maior organismo internacional de futebol de praia. Foi fundada em 1992, quando criou um conjunto de regras elementares para o primeiro torneio de futebol de praia de sempre: um campeonato piloto, disputado em Los Angeles, nesse ano.
Nos anos seguintes, esta associação deu continuidade ao trabalho realizado, organizando toda uma série de torneios internacionais. Em 1995, organizou o primeiro Campeonato do Mundo. Mais tarde, fundaria a Pro Beach Soccer Tour, em 1996, e, em 1998, estreariam as competições europeias: a Liga Europeia de Futebol de Praia e a Taça da Europa de Futebol de Praia. Para além disso, a Beach Soccer Worldwide organizou sempre muitos outros eventos, como o Mundialito de Futebol de Praia ou a Copa Latina.
Em 2005, a FIFA, observando o grande potencial da modalidade, decidiu passar a organizar os campeonatos do mundo de futebol de praia. Assim, a BSWW e a FIFA começaram a organizar os campeonatos do mundo em conjunto, embora a BSWW continue a ser o organismo internacional de futebol de praia por excelência.